# 薛家椽
薛家椽（1923年—1988年），台湾财经要人。曾任中华民国财政部常务次长。

## 生平
生于浙江宁海县（今属宁波）城关。幼年时即随父亲移居江苏南京。毕业于南京金銮巷小学。1937年，考入南京市第一中学。恰七七事变发生，抗日战争爆发，南京危急，随家人返回家乡宁海县，寄读于宁海中学初中部。毕业后考入浙江省立丽水中学高中部。因抗日战争，家境窘迫，半工半读。
1942年，高中毕业。1943年，得同学家人资助，赴后方四川，在抗战陪都重庆考入国立交通大学轮机工程专业。因家贫，无力购置学习用图书仪器，辍学。不久后，再考入中央政治学校（今在台之国立政治大学）大学部经济系。1946年，抗战胜利后，随校迁返南京。1947年毕业，获得法学学士学位。后于革命实践研究院结业。
1949年，移居台湾，随即失业，寄居在友人家中。不久后，南下台中，出任台中县县税捐处统计佐理员。之后历任台南的屏东、高雄两县县税捐处税务员。又北上臺北，出任台北市税捐处第一科科长。1963年，在台北市税捐处主任秘书的任内，赴美国考察税务行政。考察半年期满后返台，出任台湾省省税务处研究班主任。后再次南下，历任南投、新竹、高雄等县、市税捐处处长。
1968年，上调中华民国财政部，襄助部务，改革台湾赋税制度。两年任满后，于1969年出任财政部赋税署第一处处长，主管全台“国税”（即所得税）征收事宜。1972年，任财政部赋税署署长，兼任财政部诉愿委员会委员，参与台湾经济腾飞时期税制革新与税法修订的工作。1978年，调任台北市国税局局长。1981年，复任台湾财政部赋税署署长。1986年，升任台湾财政部常务次长。
1988年，因病逝世于任上。

## 名言
- 以“应征之税不短少一文，不应征之税不多收一分”，获得台湾工商界好评

## 代表著作
- 《稅務行政及管理》，薛家椽 著，財政部財稅人員訓練所，1977年出版，192页